# 犬丸治
犬丸 治（いぬまる おさむ、1959年12月29日 - ）は、日本の歌舞伎評論家。犬丸徹三の孫。

## 来歴・人物
東京都生まれ。祖父は帝国ホテル社長の犬丸徹三、父は犬丸一郎。慶應義塾幼稚舎、慶應義塾普通部、慶應義塾高等学校を経て、1982年慶應義塾大学経済学部卒業。
TBSに入社、ラジオニュース部から報道局社会部。社会部当時宮内庁詰め記者（宮内記者会）として、昭和天皇報道に携わる。
その後、テレビ営業・ネットワーク部・マーケティング部・経理部・宣伝部・審査部兼番組審議会事務局を経て、ＴＢＳテレビ編成考査局番組考査部・部長。そのかたわら歌舞伎研究者として活動する。日本ペンクラブ会員。

## 著書
- 『市川新之助論』講談社現代新書 2003
  - 『市川海老蔵』岩波現代文庫 2011
- 『天保十一年の忠臣蔵 鶴屋南北『盟三五大切』を読む』雄山閣 2005
- 『「菅原伝授手習鑑」精読 歌舞伎と天皇』岩波現代文庫 2012
- 『平成の藝談 歌舞伎の真髄にふれる』岩波新書 2018

### 監修
- 『歌舞伎入門 役者がわかる!演目がわかる!』監修 世界文化社 2014